# Memphis (Mississipi)
Memphis és una població dels Estats Units a l'estat de Mississipi. Segons el cens del 2000 tenia 87 habitants.

## Demografia
Segons el cens del 2000, Memphis tenia 87 habitants, 27 habitatges, i 25 famílies. La densitat de població era de 7,8 habitants per km².
Dels 27 habitatges en un 51,9% hi vivien nens de menys de 18 anys, en un 85,2% hi vivien parelles casades, en un 3,7% dones solteres, i en un 7,4% no eren unitats familiars. En el 3,7% dels habitatges hi vivien persones soles el 3,7% de les quals corresponia a persones de 65 anys o més que vivien soles. El nombre mitjà de persones vivint en cada habitatge era de 3,22 i el nombre mitjà de persones que vivien en cada família era de 3,28.
Per edats la població es repartia de la següent manera: un 28,7% tenia menys de 18 anys, un 9,2% entre 18 i 24, un 32,2% entre 25 i 44, un 19,5% de 45 a 60 i un 10,3% 65 anys o més.
L'edat mediana era de 32 anys. Per cada 100 dones de 18 o més anys hi havia 87,9 homes.
La renda mediana per habitatge era de 74.375 $ i la renda mediana per família de 76.109 $. Els homes tenien una renda mediana de 49.583 $ mentre que les dones 12.083 $. La renda per capita de la població era de 30.289 $. Cap de les famílies estaven per davall del llindar de pobresa.

## Poblacions més properes
El següent diagrama mostra les poblacions més properes.